# Гордон, Юрий Моисеевич
Юрий Моисеевич Гордон (род. 18 июня 1958, Москва) — российский дизайнер, иллюстратор, шрифтовик, гравёр. Сын авиаконструктора Моисея Соломоновича Гордона (1919—2004). Выпускник факультета художественно-технического оформления печатной продукции Московского полиграфического института (1981—1987)
С 1976 по 1979 гг. работал на Киностудии МО СССР — учеником мультипликатора, фазовщиком, художником титров. В 1981 году поступил дизайнером в отдел промграфики и упаковки СХКБ «Легмаш». Параллельно с 1981 по 1987 учился в Московском полиграфическом институте на факультете художественно-технического оформления печатной продукции. С 1981 года занимается книжным и графическим дизайном, с середины 1980-х — созданием шрифтов. В 1996 году создал свою первую полноценную цифровую гарнитуру «FaRer», а в 1997 году стал одним из организаторов дизайн-студии Letterhead, занимающейся брендингом, визуальными коммуникациями, графическим дизайном, шрифтом.
С 2008 в полемических выступлениях звучали характеристики Юрия Гордона как «наиболее востребованного шрифтового дизайнера в России — за последние годы им были созданы или переведены на заказ более 300 начертаний шрифтов для различных клиентов, среди которых Администрация президента РФ, банки Менатеп, Траст, Газпромбанк, корпорации BAT, McDonald’s, Procter&Gamble, журналы Rolling Stone, Esquire, „Огонёк“ и многие другие».
Для Юрия Гордона характерна необычайная широта диапазона — он делает одновременно текстовые, акцидентные, сверхакцидентные шрифты, леттеринг, каллиграфию, шрифтовые иллюстрации, визуальную поэзию, собственные арт-проекты, базирующиеся на типографике, муви-титры (сайт «Эсквайра», «Правила жизни»), разрабатывает программы для работы со шрифтом.
Юрий Гордон — один из участников инициативной группы по введению графического символа российского рубля.
Автор первого исследования о формах знаков современного русского алфавита — «Книги про буквы от Аа до Яя» (М.: Студия Артемия Лебедева, 2006), которую журнал «TimeOut» назвал «самым неожиданным бестселлером нынешнего лета», отмечая при этом, что «ею заинтересовались не только дизайнеры и арт-директора, которым по профессии положено; недешёвый увесистый том расхватывают, как бестселлер про жизнь на Рублёвке».
Юрий Гордон работал также в области авторской книги: в 1994 году коллекционным тиражом 21 экземпляр была издана оформленная им «Проза Транссибирского экспресса» Блеза Сандрара, в 2005—2006 гг. Гордон выпускал в формате газеты книгу Гийома Аполлинера «Алкоголи» (оригинальный французский текст и русский перевод Михаила Кудинова) в собственном визуальном и шрифтовом решении.